# Adam Larsen Kwarasey
Adambathia "Adam" Larsen Kwarasey (Oslo, 12 de dezembro de 1987) é um futebolista norueguês com cidadania ganesa que atua como goleiro. Atualmente está no Rosenborg.

## Carreira em clubes
Depois de passar pelo Trosterud, onde jogou pelas categorias de base, Kwarasey teve ainda uma passagem pelo Vålerenga, time de sua cidade natal, novamente atuando na base.
Sem ter sido promovido aos titulares do Enga, transferiu-se para o Strømsgodset, fazendo sua estreia em maio de 2007.

## Seleção
Em novembro de 2007, Kwarasey declarou que pretendia defender a Seleção de Gana, já que seu pai é natural deste país. Entretanto, o goleiro havia sido convocado pela Seleção Norueguesa sub-21 ara um amistoso, em 2008.
Três anos depois, recebeu o passaporte ganês e, consequentemente, foi colocado na lista de selecionáveis dos "Black Stars". Kwarasey conseguiu sua primeira convocação em julho de 2011, para um jogo contra a Nigéria, mas a partida foi adiada por questões de segurança, mas o goleiro reafirmava sua condição de jogar por Gana.
A estreia oficial de Kwarasey com a camisa dos "Black Stars" foi em setembro, contra a Suazilândia, pelas eliminatórias da Copa das Nações Africanas de 2012.
Convocado para a CAN 2012, jogando as seis partidas de Gana, que capitularia nas quartas-de-final no jogo contra a Tunísia. Ainda em janeiro do mesmo ano, foi descrito como uma "lenda em potencial" da Seleção Ganesa.
Na participação ganesa na CAN 2013, Kwarasey, que tinha esperanças de ser o goleiro titular, viu o técnico James Kwesi Appiah optar por Abdul Fatawu Dauda e acabou amargando a reserva nas cinco partidas disputadas pelos Estrelas Negras no torneio.